# 黒 (漫画)
『黒』（くろ）とは、ソウマトウ（原作・デザイン:のり／作画:ひっし）による日本の漫画作品。2011年にヤングジャンプ増刊アオハルのWeb企画「アオブロ！」で連載が開始され、複数回の掲載媒体の変更を経て2016年に完結した。単行本は全3巻。「黒―kuro―」と表記されることもある。
。
屋敷に住む少女・ココ（主人公）と奇妙な飼い猫・クロとの交流を描いた、ファンタジーストーリーである。

## 沿革
2011年に週刊ヤングジャンプ増刊アオハルのWeb企画「アオブロ！」で連載を開始。この企画は、アオハルの公式ブログにて複数の漫画家がリレー連載するという形式で、『黒』は毎回1ページを不定期掲載していた。
その後「アオブロ！」がアオハルオンラインbetaに移行したことに伴い本作品も移籍、2013年より連載を再開した。この際に連載形態も毎月更新となった。
しかし、そのアオハルオンラインbetaも翌年の4月を以て更新停止されることとなったため、2014年にヤングジャンプのウェブコミック配信サイト「となりのヤングジャンプ」に移籍した。移籍後は週刊連載となり、ニコニコ静画でも掲載されることとなった。
なお、となりのヤングジャンプへの移籍とほぼ同時期に『ギリギリアウト』の連載が始まったため、同年7月より再び月間更新へと変更となっている。
ただしこの頃には単行本の発売・ジャンプ系雑誌への出張掲載が行われるなど、以前に比べて作品の露出は増えている状態であった。
以降は度重なる連載形態の変更を経て、2016年6月17日の単行本第3巻の発売を以って完結した。（となりのヤングジャンプでの最終回掲載は6月24日）
断続的ではあったものの足掛け5年間に亘る長期連載はアオハル発の作品としては最長であった。
連載終了後は特に大きな動きはなかったが、2020年に『シャドーハウス』のアニメ化が発表されたことで再注目され全巻が重版された。となりのヤングジャンプが10周年を迎えた際は『シャドーハウス』とのコラボ漫画『シャドーハウス×黒』が掲載されている。2023年に開催されたソウマトウ初の大規模原画展「シャドーハウス原画展～ソウマトウの世界～」では上述のコラボ漫画と共に本作の展示も行われ未公開資料も公開された。

## 作風
本作は可愛らしい絵柄でありながら、ほのぼのとした日常ものとホラーが巧みに組み合わされたダークファンタジーである。連載当初は、アオブロ！公式から “もやもや非日常漫画” と紹介されていた。
こういった認識は翻訳版が出版された各国でも共通しており、スペインの書店Omega Center Madridは「ココとクロの静かな日々は、徐々に「謎」に染まっていく。」、ポーランドのマスメディアKonwenty Południoweは「物語冒頭の無邪気な雰囲気は、劇中で描かれる様々な出来事によって詳細が明らかになるにつれて、徐々に暗くなる。」、ポーランド語版を出版しているWanekoは「彼女達は一見楽しそうに日々を過ごしているが、どこか影があり恐ろしい。」と紹介していた。
なお、作風について本作と『シャドーハウス』に共通点が多いという評価は多いが、それについてソウマトウは「変な舞台での日常、人ではない奇妙なキャラクター、不穏、アクション、シュールギャグ、家族愛、トラウマからの解放、民間信仰」といった部分を作品の原材料にしており、これらの要素は両作だけではなく『ギリギリアウト』でもテーマは同一だと語っている。

## あらすじ
町の外れにある大きな屋敷。黒髪の少女・ココは飼い猫のクロと幸せに暮らしていたが、実は二人の生活は“化け物”と呼ばれる生命体の恐怖と隣り合わせの、薄氷を踏むような日々であった。ところがココはそのことを知らず、その上クロはココが考えているような普通の猫ではなかった。
更にココは幼い頃の記憶を失っており、いびつな自身の生活に違和感を覚えながらもクロとの生活を楽しんでいた。
そんなココに対する町の人々の反応は、友人として接する者、献身的に支えようとする者、よそよそしい態度を取る者、辛辣にあたる者と一様ではなく、中にはクロに対して敵愾心を持つ者まで現れる。
これらはココの出自や境遇と密接に関連しており、何よりも人々が絶えず直面する“化け物”との闘いが生んだ、幼い少女にはあまりに重い運命であった。
しかしそのような日々が続く中、クロはあまり餌を食べなくなってきた。それと前後してココの体調も変化し、とうとう人前に姿を現さなくなる。ココの異常を感じ取ったミルクとマリアは彼女を助けようと屋敷に潜入するが、そこで目にしたのは明らかに体に変調をきたしたココの姿であった。
ミルクとマリアの説得が続く中、やがてココは自身に降りかかった過去の悲劇を思い出すこととなる。

## 登場人物
ココ
本作品の主人公。町のはずれにある屋敷でクロと共に暮らしている。
大抵黒いワンピースと赤いリボンを付けており、冬は白いカーディガンを羽織っている。
年齢は8歳。小説を書くのが趣味で、時々自身やクロを主人公にした物語を書いている。
屋敷には当地でしか栽培できない白い花が育つため、それを売って生計を立てている。
クロ
ココが飼っている黒猫。ほぼ普通の猫と同じ生態だが、度々奇異な行動をとっており、それが故に町の人々から忌み嫌われている。但し敵意のない者には無害で、ブレンダやセサミの前ではごく普通の猫である。
奇異な行動とその正体は物語終盤に明かされた。
ミルク
ココの友達。ココと同い年である。
引っ込み思案な性格で他の子供達とうまくいっていなかったが、町の人々から避けられるココを見て、友達になろうと話し掛けた。その反面大胆な行動をとる時もあり、ややつかみにくい性格。
絵を描くのが得意で、ココの書いた小説に挿絵を描くこともある。
母親はココの住んでいる屋敷でかつて働いていたが、事情があって辞めており、ミルクが屋敷に近づくのを良く思っていない。
「ネコー」という名前の猫を飼っている。
マリア
ココの友達。幼い頃に兄を亡くしており、その葬儀でココと会ったのがきっかけで顔馴染みとなる。しかしクロの事は嫌いで、会う度に悪態をついたり蹴り飛ばしていた。
兄の死をきっかけに気が強くなったが、時折幼少期を思わせる気弱な一面を見せる時がある。年齢は10歳。
医者
町の病院にいる医者で、両親がいないココの保護者的存在。
ココの過去についても知っており、そのこともあってココの面倒を見ている。
町の人々にも慕われており、町長が不在の中で実質町政を取り仕切っている。
化け物の研究者でもあるが、そのことが原因でココの父親に不信感を持たれてしまい、悲劇を生んでしまった。
ブレンダ
教師。学校があるのかは不明だが、屋外で子供たちを連れて授業を行っている様子が描かれている他、兄妹らしき子供の家で勉強を教えている描写がある。ココにとっては家庭教師で、週に1回屋敷を訪れて勉強を教えている。
アンとは同い年・同じ教師仲間ということもあってか仲が良く、セサミを妊娠していた時には仕事を代わって貰っていた。
一度都会に出ていることが明かされている。
劇中では珍しく、一貫してココとクロに対して優しく接していた。
セサミ
ブレンダの娘。年齢は4歳前後。ブレンダに連れられて屋敷に時々来ている。悪戯好きで、クロにちょっかいを出しては嫌がられている。
ブレンダがお菓子を作っている間にココと遊んでいる描写がある。
ココの両親
父・ヒュージは花屋、母・アンは教師だった。屋敷の先代と血縁関係があり、先代が亡くなった後、屋敷の管理人として町に引っ越した。
引っ越しの際に医者からサポートを受けており、ヒュージはその時に見つけた猫の置物を見て、ココが寂しくないよう猫を飼うことを決めた。
先代
屋敷を管理していた前代の当主。化け物を恐れない思想の持ち主だったが、無謀な行動を起こした挙句、ヒュージとアンが屋敷に来るきっかけを作った。
登場人物の名前はファッション雑誌から付けられている。

## 劇中に出てくる用語
化け物
山中や森に棲む、人間を襲う生物のこと。ココの住む町が所在する島一帯に分布している。
体型は個体によって異なるが、いずれも全身は黒く、特徴的な大きな目を持っている。体長は人間よりも巨大で、鉤爪に似た鋭い手で人間を襲撃する。
「化物」「奴ら」とも記述される。
憑き物
化け物に寄生された死んだ動物のこと。いわば化け物の初期段階だが、注射をしていなくても視認可能である。
白い花
ココが住んでいる屋敷にしか生育しない花。
ココにとっての収入源で、医者はこの花を引き取るたびにお代を渡していた。
この花から「ワクチン」と「白い線」が作られる。
注射
化け物を視認できるよう打たれるワクチンのこと。但し、一定年齢の内に接種しないと効果がない。「白い花」の茎から作られる。
白線
「白い花」の花部分から精製される成分から作られた、化け物が侵入しないように引かれる線の事。その目的から家屋や道路沿いに引かれることが多いが、例外もある。
商店列車
年に数回、ココの住む町にやってくる汽車の行商。汽車が滞在している間は大きな市場が開かれ、パン屋や玩具屋などが軒を連ねる。
町では普段売っていない物を沢山取り扱っているため賑わっており、ココは本屋の常連である。
ココが5歳の時両親とはぐれてしまい迷子になったが、この時マリアと再会し、仲良くなるきっかけになった。

## 制作背景

### オールカラー連載
本作は連載当初よりカラーで掲載しており、アオハルなどの出張掲載を除けばほぼオールカラーであった。彩色はソウマトウ自らが手掛けていたが、後年このことについて「我ながら拘りが病的…。」とSNSで振り返っている
。ソウマトウが彩色について細部までこだわりを見せたのは、本作品はカラーでの印刷・出版を前提としており、紙での見栄えを重視したためである。それが功を奏し、カラー需要が高い海外では好評で重版が掛かった国もあった
なお、『シャドーハウス』もデジタル版はオールカラーで販売されているが、こちらは専門業者に委託されている。『シャドーハウス』の人気が高まるにつれ、カラー版の紙単行本の出版の要望が作者・公式SNSに寄せられたが、デジタル版のカラーは電子媒体での見栄えを重視していることから紙での出版の予定はないとしている。

### 各話タイトル
サブタイトルはいずれもソウマトウが付けていた。例えば、本作最後のエピソードとなった「はなしの話」はユーリ・ノルシュテインの『話の話』から名付けたとSNSで明かされている。
しかしユニット自らが「自分で考えるの苦手なこと上位」「『黒』で懲りた」と語るほどサブタイトルの名付けを苦にしており、拘り始めると考えるだけで時間を取られることから、『シャドーハウス』『ギリギリアウト』では担当者がサブタイトルを考案している。よって、これまで商業誌で長期連載された3作品では唯一、『黒』だけが全サブタイトルを作者自身が手掛けている。

### 単行本で使用している紙
単行本のカバー及び本表紙は通常の紙を使用しているが、本文の紙は特殊紙を使用している。この紙は経年劣化で黄色く変色するタイプで、読者に色の変化を楽しんでもらおうとソウマトウがカスタムした。　　

### ソウマトウと猫
当時はのりとひっしのどちらかは明かしていなかったが、ソウマトウはTwitterで猫を飼っていると伺わせるツイートを連載中にしていた。本作に登場するクロの描写にもその経験が反映されており「実質猫あるある漫画です。」とコメントしている。連載終了後も、2月22日になると度々『猫の日』に結び付けて宣伝していた。
なお、ソウマトウと猫に関するエピソードとして、週刊ヤングジャンプの「今週の質問」にて「生まれ変わってみたい生き物」「もし、来世に生まれ変わるとしたら」という質問に対して、いずれも猫と答えている。2020年9月の同コーナーでは、20歳になる実家の飼い猫について触れていた。2年後の2022年2月22日のツイートでは22歳になった飼い猫の画像を投稿しており、その際にひっしの実家の飼い猫であることが明かされた。

## 評価
ユニット初の本格的な連載であったが、長期に亘って連載されていたことと特異な作風からWeb漫画として比較的知名度は高かった。2015年に開催された「ダ・ヴィンチ&niconico第2回次にくるマンガ大賞/web漫画部門」では10位にランクインしている。
書評としては、女性誌『シュシュアリス』において「現代版不思議の国のアリス」「読み進めていくと違和感がどんどんと大きくなってきます」と紹介された。
日本国内では著名人による本作の言及は少ないものの、虚構新聞の社主UKは自身の連載『虚構新聞・社主UKのウソだと思って読んでみろ！』（ねとラボアンサー）にて、
「全ての謎が明らかになる最終巻は、それまでの予想を上回る、そして文句のつけようがない素敵な結末でした。」
「普通の単行本と同じ価格なのに、本編部分を全てフルカラーで収録していることも付け加えておきます。もっとこういう本が増えてほしいですね。」
と絶賛していた。
ソウマトウ名義の商業誌連載は黒が初めてであったが、作品の大部分はユニットの二人が自身で手掛けており、受賞実績・海外展開を踏まえると黒の連載は大成功だったといえる。
以降、『シャドーハウス』がアニメ化により注目を浴びるまでは、名実ともにユニットの代表作であった。
2020年に『シャドーハウス』のアニメ化が発表されたことにより、ソウマトウの過去作である本作も大きな注目を浴びることとなった。しかし最終巻の発売から4年余りが経過していたことから少数しか流通しておらず、購入希望者が急増したものの入手できないという声がSNSで相次いでいた。そのため集英社は急遽全巻の重版を決定、2020年12月に新刷が発売された。それに伴い、帯も『シャドーハウス』のアニメ化を告知するデザインに新調された。

## 海外展開
本作は海外での評判が高く、数か国で単行本が出版されている。
台湾語版　　　　出版社：長鴻出版社
スペイン語版　　出版社：Milky Way
ポーランド語版　出版社：WANEKO
ドイツ語版　　　出版社：TOKYO POP
イタリア語版　　出版社：J-POP　※収納ボックス付き3巻セットも販売している。
韓国語版　　　　出版社：鶴山文化社　※NeverBooksでWeb版が先行出版され、2020年2月に紙版が発売された。
フランス語版　　出版社：Glenat
出版の際は各出版社からの紹介のほか、いくつかのメディアにも取り上げられており、
スペインのサブカルチャーサイトRamen Para Dosは「穏やかな作風だが、時折それらは鋭い音を立てて崩れることがある」としながらも「希望と美しい物語を読みたいのであれば、本作品はコンパクトであり見逃せない」「カラーで描かれており作品がより色鮮やかになっている」と評価していた。
また、ポーランドのマスメディアKonwenty Południoweは「大抵のものは目には見えないと言われているが、もしも普段目にしない事象を目にする機会があったらどうなるか。私たちはより賢く、より賢明な行動をし、脅威を避けるだろうか? 　漫画『黒』の世界ではこれらの脅威は物理的な形で描かれている」と分析した上で「奇妙かつ魅力的であり、知られる価値がある」と結んだ。

## 書誌情報
- ソウマトウ『黒』集英社〈ヤングジャンプ・コミックス〉、全3巻
  1. 2014年5月24日第1刷発行（5月19日発売）、ISBN 978-4-08-879833-2[51]
  2. 2015年3月24日第1刷発行（3月19日発売）、ISBN 978-4-08-890117-6[52]
  3. 2016年6月22日第1刷発行（6月17日発売）、ISBN 978-4-08-890361-3[53]